# Friedrich Fröbel
Friedrich Wilhelm August Fröbel, född 21 april 1782 i Oberweissbach i furstendömet Schwarzburg-Rudolstadt i Thüringen, död 21 juni 1852, var en tysk pedagog. Han var farbror till geologen Julius Fröbel.
Efter universitetsstudier verkade Fröbel som informator för en privatelev vid Johann Heinrich Pestalozzis skola i Yverdon. Där påverkades han av dennes pedagogik, vilket tillsammans med hans studier av Friedrich von Schellings filosofi lade grunden för hans senare pedagogiska verksamhet. 1816 grundade Fröbel en egen skola i Kielhau vid Rudolstadt, men misstänkt för demokratiska tänkesätt tvingades han fly till Schweiz. Här blev Fröbel föreståndare för hemmet för föräldralösa barn i Burgdorf. Under denna tid mognade hans pedagogiska tänkande, och han kom till insikt om att Pestalozzi med sin metod inte lät barnens lekbehov komma till sin rätt. Enligt Schellings begrepp såg Fröbel i leken ett uttryck för det inre naturlivet hos människan. 1837 upprättade Fröbel sin första kindergarten i Bad Blankenburg. Därjämte grundade han ett seminarium för utbildande av barnträdgårdslärarinnor på slottet Marienthal. Sina grundtankar beskrev han i sitt huvudarbete Die Menschenerziehung (1826).
En samling av Fröbels pedagogiska skrifter utgavs 1862-63 (andra upplagan 1874).

## Eftermäle
Asteroiden 10835 Fröbel är uppkallad efter honom.